# Hotel Porta Fira
El Hotel Porta Fira (también conocido bajo el nombre «Torres Fira» junto con la Torre Realia BCN) es un rascacielos situado en la plaza de Europa en el municipio de Hospitalet de Llobregat, provincia de Barcelona, en el distrito económico, perteneciente al III (Santa Eulàlia-Granvia sud). Fue el ganador del Premio Emporis al Mejor Rascacielos de 2010. Tiene 113 metros de altura y 26 plantas, lo que lo convierten en el rascacielos más alto del municipio y el 5º más alto del área metropolitana de Barcelona. Tiene un área total de 34.688 m² y fue obra del arquitecto japonés Toyo Ito.